# TRS-901
TRS-901 ili TRS 901  ime je za višekorisničko računalo koje je proizvodila hrvatska tvrtka Tvornica računskih strojeva Zagreb i koje je pojavilo na tržištu 1987. godine. Ovo računalo je bilo kompatibilno s TRS–703

## Tehnička svojstva
- Mikroprocesor: 4 x Zilog Z80
- Takt: 4Mhz
- ROM: ??
- RAM: 256 KB ili 1 MB
- Sekundarna memorija:
  - Disketne jedinice: 5 1/4" 1.6 MB (jedna, maksimum dvije)
  - Tvrdi disk: 27 MB ili 80 MB
  - Magnetska traka
- Ulazno/Izlazne jedinice
  - Podrška za 4 terminala (TRS 838)
  - Podrška za dva pisača (TRS 836, TRS 845) preko 2 x RS-232 međuspojnika
  - Modul za spajanje s IBM 370 i emulacija terminala IBM 3780
- Operacijski sustav: OS 901, MU/MT (inačica CP/M i MP/M)
  - s OS 901 isproučivala se inačica programskog jezika PL/1

## Programska podrška
- Financijsko poslovanje
- Robno i materijalno knjigovodstvo
- Trgovinsko poslovanje